# Panzerregiment 100
Het Panzerregiment 100 was een Duits tankregiment van de Wehrmacht tijdens de Tweede Wereldoorlog.

## Krijgsgeschiedenis
Panzerregiment 100 werd opgericht op 8 december 1942 in Versailles bij Panzerbrigade 100. De staf kwam van staf Panzerbrigade 100. De II. Abteilung werd op 8 januari 1943 gevormd uit Pz.Kp.81, Pz.Kp.Paris en delen van Pz.Ers.Abt.100. De I. Abteilung werd op 10 januari 1943 gevormd uit staf Pz.Abt. 223 en delen van Pz.Ers.Abt.100
Het regiment maakte vanaf juli 1943 deel uit van de 21e Pantserdivisie en bleef dat gedurende zijn verdere bestaan.
Het regiment werd op 20 mei 1944 omgedoopt in Panzerregiment 22 in Frankrijk.

## Samenstelling bij oprichting
- I. Abteilung met 3 compagnieën (1-3)
- II. Abteilung met 3 compagnieën (5-7)

## Eerdere naamstelling
Op 22 december 1941 werd in Wehrkreis IX de Pz.Abt. 100 omgedoopt in I./Pz.Reg.100, maar al op 5 februari 1942 werd deze Abteilung alweer omgedoopt in Pz.Abt. Großdeutschland. Een regimentsstaf werd toen niet gevormd.

## Wijzigingen in samenstelling
Op 15 juli 1943 werd de 4e compagnie gevormd en de 8e ontstond door omdopen van Pz.Kp.100 op dezelfde dag.

## Opmerkingen over schrijfwijze
- Abteilung is in dit geval in het Nederlands een tankbataljon.
- II./Pz.Rgt. 100 = het 2e Tankbataljon van Panzerregiment 100

## Commandanten
| Rang   | Naam                           | Begin                      | Eind               |
| ------ | ------------------------------ | -------------------------- | ------------------ |
|        | ??                             | december 1942/januari 1943 | begin oktober 1943 |
| Oberst | Hermann von Oppeln-Bronikowski | begin oktober 1943         | 20 mei 1944        |

Panzerregiment 1 · Panzerregiment 2 · Panzerregiment 3 · Panzerregiment 4 · Panzerregiment 5 · Panzerregiment 6 · Panzerregiment 7 · Panzerregiment 8 · Panzerregiment 9 · Panzerregiment 10 · Panzerregiment 11 · Panzerregiment 15 · Panzerregiment 16 · Panzerregiment 17 · Panzerregiment 18 · Panzerregiment 21 · Panzerregiment 22 · Panzerregiment 23 · Panzerregiment 24 · Panzerregiment 25 · Panzerregiment 26 · Panzerregiment 27 · Panzerregiment 28 · Panzerregiment 29 · Panzerregiment 31 · Panzerregiment 33  · Panzerregiment 35 · Panzerregiment 36 · Panzerregiment 39 · Panzerregiment 69 · Panzerregiment 80 · Panzerregiment 100 · Panzerregiment 101 · Panzerregiment 102 · Panzerregiment 116 · Panzerregiment 118 · Panzer-Lehr-Regiment 130 · Panzerregiment 201 · Panzerregiment 202 · Panzerregiment 203 · Panzerregiment 204 · Schweres Panzer-Regiment Bäke · Panzerregiment Brandenburg · Panzerregiment Coburg · Panzerregiment Feldherrnhalle · Panzerregiment Feldherrnhalle 2 · Panzerregiment Hermann Göring · Panzerregiment Großdeutschland · Panzerregiment Kurmark · Panzerregiment von Lauchert · Panzerregiment Major Rettemeier · Fallschirm-Panzerregiment 1 · Fallschirm-Panzerregiment 21 · SS-Panzerregiment 1 LSSAH · SS-Panzerregiment 2 · SS-Panzerregiment 3 · SS-Panzerregiment 5 · SS-Panzerregiment 9 · SS-Panzerregiment 10 · SS-Panzerregiment 11 · SS-Panzerregiment 12